# 北本站
北本站（日语：／ Kitamoto eki */?）是屬於東日本旅客鐵道（JR東日本）高崎線的鐵路車站，位於埼玉縣北本市北本一丁目。

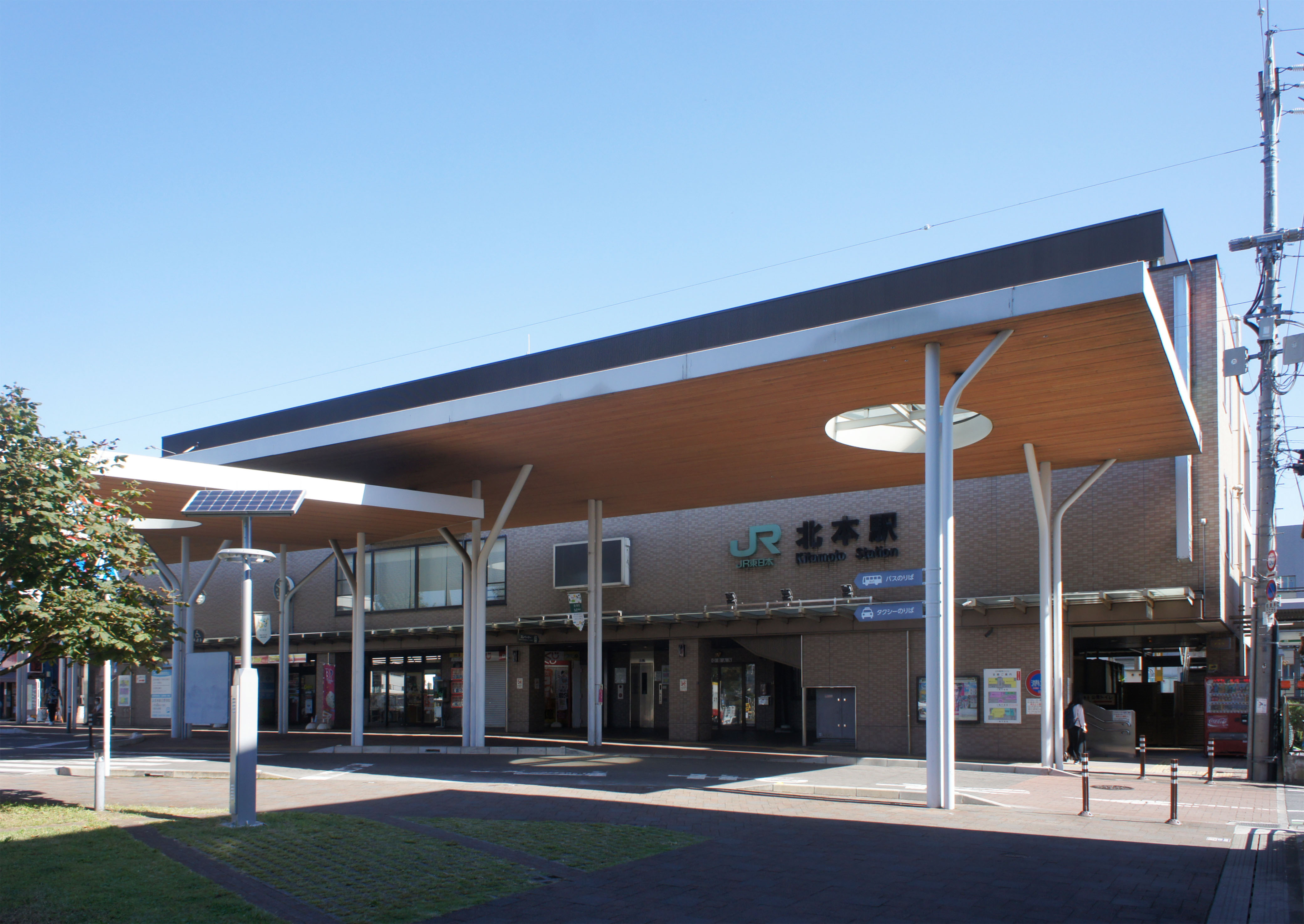
西口(2021年10月)

## 車站構造
本站是地面車站，站房採跨站式站房設計。站內設有綠色窗口、自動閘機、劃位車票自動售票機等設備。月台則為島式月台2面3線設計。

### 月台配置

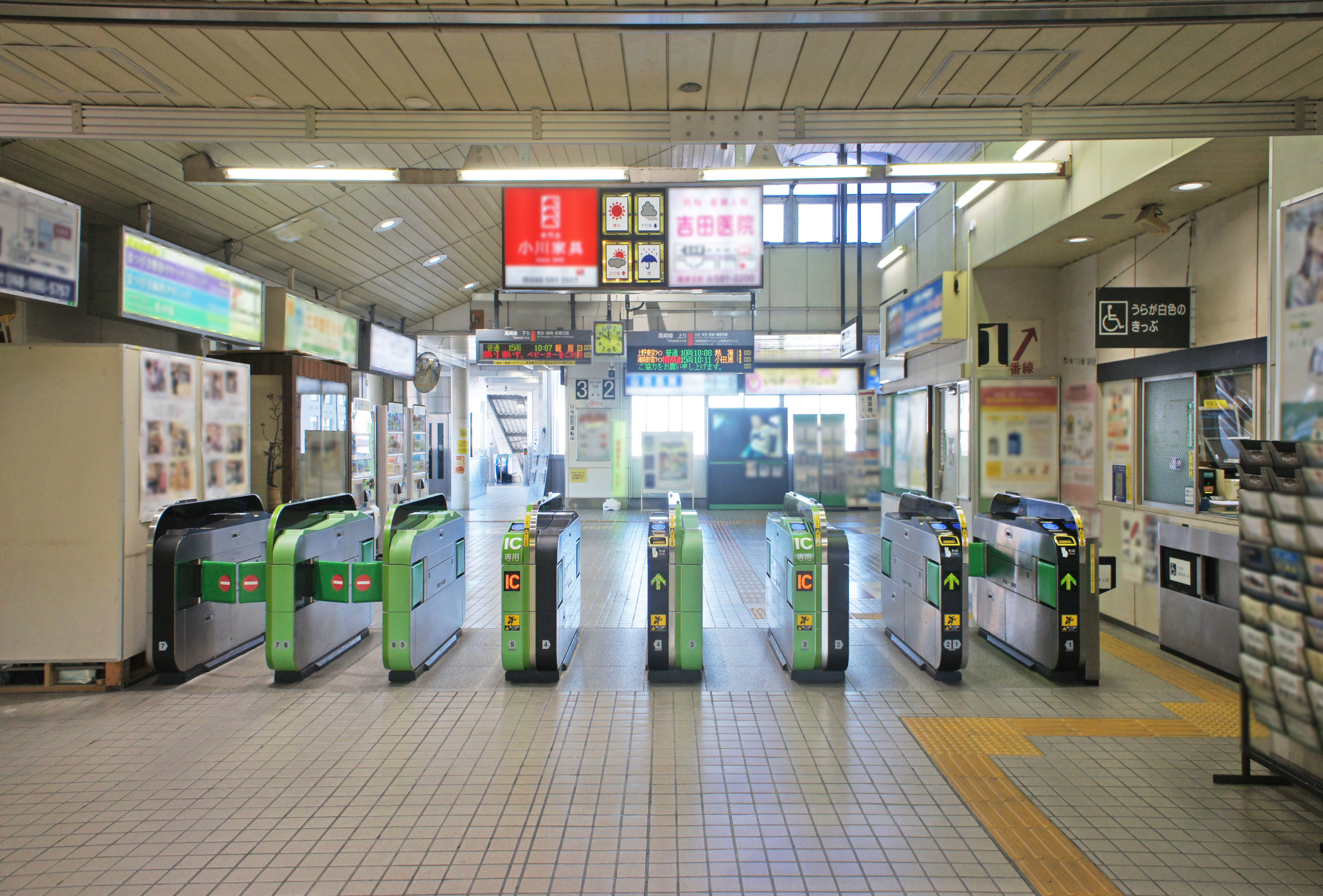
驗票閘口（2021年10月）
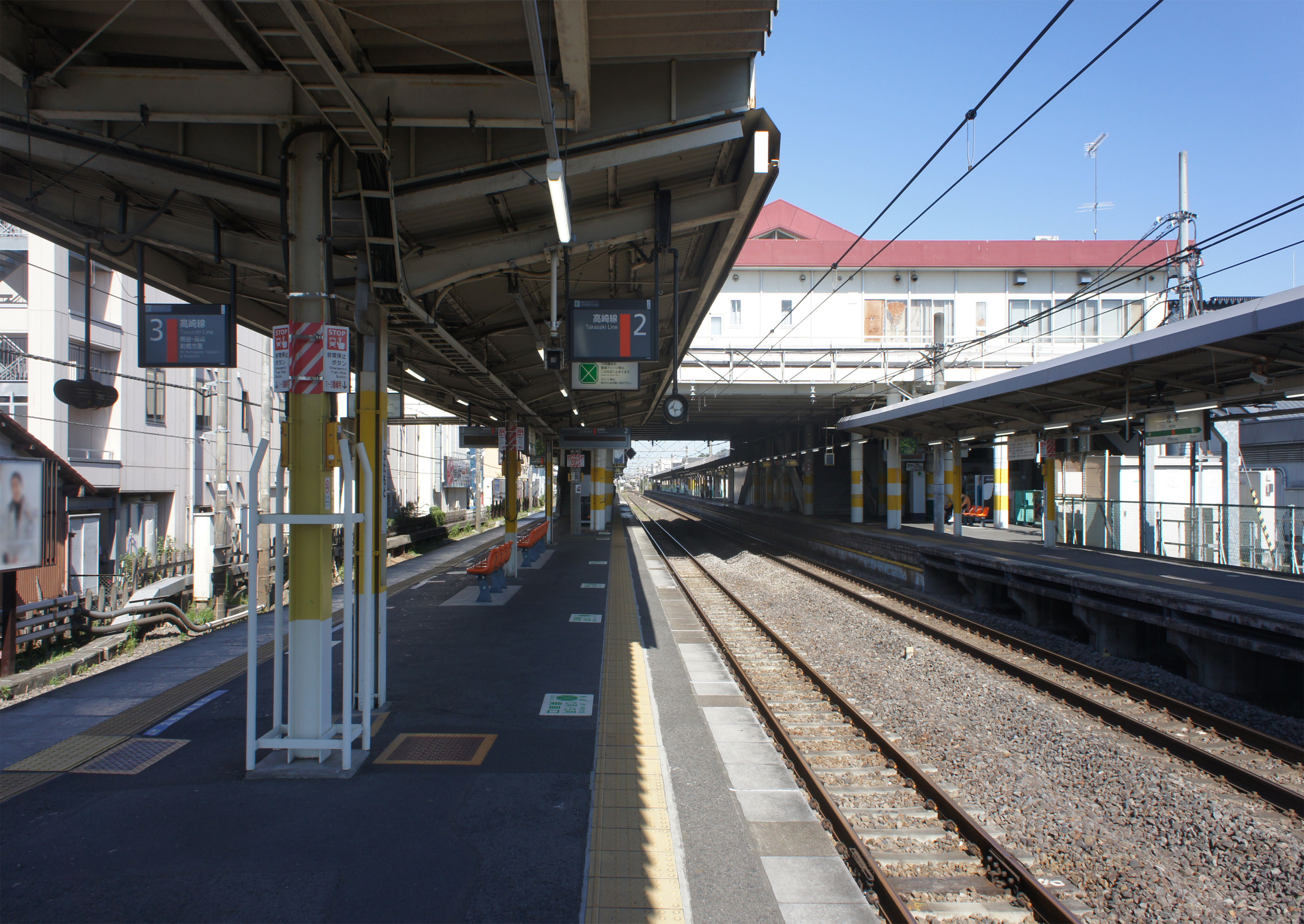
月台（2021年10月）

| 月台 | 路線    | 方向 | 目的地                                                      | 備註     |
| ---- | ------- | ---- | ----------------------------------------------------------- | -------- |
| 1    | ■高崎線 | 上行 | 大宮、東京、新宿、橫濱方向 （包括■湘南新宿線、■上野東京線） |          |
| 2    | ■高崎線 | 上行 | 大宮、東京、新宿、橫濱方向 （包括■湘南新宿線、■上野東京線） | 待避列車 |
| 2    | ■高崎線 | 下行 | 熊谷、高崎方向                                              | 待避列車 |
| 3    | ■高崎線 | 下行 | 熊谷、高崎、前橋方向                                        |          |

（來源：JR東日本:車站構內圖 （页面存档备份，存于））
- 驗票閘口（2021年10月）
- 月台（2021年10月）

## 利用狀況
2019年（令和元年）度1日平均上車人次為18,491人，JR東日本高崎支社管內與高崎線內宮原站以北次於上尾站、高崎站、熊谷站、桶川站、宮原站、鴻巢站排行第7位，高崎線內快速「Urban」通過站當中次於宮原站排行第2位。
近年1日平均上車人次推移如下表。
| 年度               | 1日平均 上車人次 | 來源     |
| ------------------ | ---------------- | -------- |
| 1990年（平成02年） | 20,932           |          |
| 1991年（平成03年） | 21,675           |          |
| 1992年（平成04年） | 22,043           |          |
| 1993年（平成05年） | 22,599           |          |
| 1994年（平成06年） | 22,829           |          |
| 1995年（平成07年） | 22,767           |          |
| 1996年（平成08年） | 22,724           |          |
| 1997年（平成09年） | 22,004           |          |
| 1998年（平成10年） | 21,718           |          |
| 1999年（平成11年） | 21,312           | [ * 1 ]  |
| 2000年（平成12年） | 21,083           | [ * 2 ]  |
| 2001年（平成13年） | 20,854           | [ * 3 ]  |
| 2002年（平成14年） | 20,793           | [ * 4 ]  |
| 2003年（平成15年） | 20,753           | [ * 5 ]  |
| 2004年（平成16年） | 20,831           | [ * 6 ]  |
| 2005年（平成17年） | 20,852           | [ * 7 ]  |
| 2006年（平成18年） | 20,856           | [ * 8 ]  |
| 2007年（平成19年） | 20,929           | [ * 9 ]  |
| 2008年（平成20年） | 20,867           | [ * 10 ] |
| 2009年（平成21年） | 20,332           | [ * 11 ] |
| 2010年（平成22年） | 19,986           | [ * 12 ] |
| 2011年（平成23年） | 19,563           | [ * 13 ] |
| 2012年（平成24年） | 19,528           | [ * 14 ] |
| 2013年（平成25年） | 19,659           | [ * 15 ] |
| 2014年（平成26年） | 19,331           | [ * 16 ] |
| 2015年（平成27年） | 19,492           | [ * 17 ] |
| 2016年（平成28年） | 19,167           | [ * 18 ] |
| 2017年（平成29年） | 19,136           | [ * 19 ] |
| 2018年（平成30年） | 18,957           | [ * 20 ] |
| 2019年（令和元年） | 18,491           |          |

## 歷史
- 1918年（大正7年）8月16日－日本國鐵本宿號誌所開業。
- 1922年（大正11年）4月1日－本宿號誌所升格為本宿號誌站。
- 1928年（昭和3年）8月1日－本宿號誌站升格為北本宿站。
- 1943年（昭和18年）2月11日－北本宿站所在的中丸村與鄰近的石戶村合併，新行政區劃名稱按站名命名為「北本宿村」。
- 1961年（昭和36年）3月20日－北本宿村於1959年（昭和34年）實行町制時更名為北本町，因此本站配合更名為北本站。
- 1987年（昭和62年）4月1日－國鐵分割民營化，本站由JR東日本接手管理。
- 2001年（平成13年）11月18日－智能卡系統Suica正式投入服務。
- 2006年（平成18年）8月7日－更新自動閘機。

## 相鄰車站
東日本旅客鉄道
■高崎線
- 特急「Swallow赤城」部分停車站（平日只限晚上下行3班停車）

■通勤快速、■快速「Urban」
通過
■特別快速、■普通
桶川－北本－鴻巢

### 使用情況
1. ↑  埼玉県統計年鑑 （页面存档备份，存于） - 埼玉県
2. ↑  北本の統計 （页面存档备份，存于） - 北本市

JR東日本2000年度以後上車人次
1. ↑  各駅の乗車人員（2000年度） （页面存档备份，存于） - JR東日本
2. ↑  各駅の乗車人員（2001年度） （页面存档备份，存于） - JR東日本
3. ↑  各駅の乗車人員（2002年度） （页面存档备份，存于） - JR東日本
4. ↑  各駅の乗車人員（2003年度） （页面存档备份，存于） - JR東日本
5. ↑  各駅の乗車人員（2004年度） （页面存档备份，存于） - JR東日本
6. ↑  各駅の乗車人員（2005年度） （页面存档备份，存于） - JR東日本
7. ↑  各駅の乗車人員（2006年度） （页面存档备份，存于） - JR東日本
8. ↑  各駅の乗車人員（2007年度） （页面存档备份，存于） - JR東日本
9. ↑  各駅の乗車人員（2008年度） （页面存档备份，存于） - JR東日本
10. ↑  各駅の乗車人員（2009年度） （页面存档备份，存于） - JR東日本
11. ↑  各駅の乗車人員（2010年度） （页面存档备份，存于） - JR東日本
12. ↑  各駅の乗車人員（2011年度） （页面存档备份，存于） - JR東日本
13. ↑  各駅の乗車人員（2012年度） （页面存档备份，存于） - JR東日本
14. ↑  各駅の乗車人員（2013年度） （页面存档备份，存于） - JR東日本
15. ↑  各駅の乗車人員（2014年度） （页面存档备份，存于） - JR東日本
16. ↑  各駅の乗車人員（2015年度） （页面存档备份，存于） - JR東日本
17. ↑  各駅の乗車人員（2016年度） （页面存档备份，存于） - JR東日本
18. ↑  各駅の乗車人員（2017年度） （页面存档备份，存于） - JR東日本
19. ↑  各駅の乗車人員（2018年度） （页面存档备份，存于） - JR東日本
20. ↑  各駅の乗車人員（2019年度） （页面存档备份，存于） - JR東日本

埼玉縣統計年鑑
1. ↑  .   [2020-05-16]. （原始内容存档于2020-02-02）.
2. ↑  .   [2020-05-16]. （原始内容存档于2020-02-02）.
3. ↑  .   [2020-05-16]. （原始内容存档于2020-02-02）.
4. ↑  .   [2020-05-16]. （原始内容存档于2020-02-02）.
5. ↑  .   [2020-05-16]. （原始内容存档于2020-02-02）.
6. ↑  .   [2020-05-16]. （原始内容存档于2020-02-02）.
7. ↑  .   [2020-05-16]. （原始内容存档于2020-02-02）.
8. ↑  .   [2020-05-16]. （原始内容存档于2020-02-02）.
9. ↑  .   [2020-05-16]. （原始内容存档于2020-02-02）.
10. ↑  .   [2020-05-16]. （原始内容存档于2020-02-02）.
11. ↑  .   [2020-05-16]. （原始内容存档于2020-02-02）.
12. ↑  .   [2020-05-16]. （原始内容存档于2020-02-02）.
13. ↑  .   [2020-05-16]. （原始内容存档于2020-02-02）.
14. ↑  .   [2020-05-16]. （原始内容存档于2020-02-02）.
15. ↑  .   [2020-05-16]. （原始内容存档于2020-02-02）.
16. ↑  .   [2020-05-16]. （原始内容存档于2020-02-02）.
17. ↑  .   [2020-05-16]. （原始内容存档于2020-02-02）.
18. ↑  .   [2020-05-16]. （原始内容存档于2020-02-02）.
19. ↑  .   [2020-05-16]. （原始内容存档于2020-02-02）.
20. ↑  .   [2020-05-16]. （原始内容存档于2020-03-18）.

## 外部連結
- 車站資訊（北本）：東日本旅客鐵道

36°01′55″N 139°32′01″E / 36.0319°N 139.5335°E